# Braunwald
Braunwald é uma comuna da Suíça, no Cantão Glaris, com cerca de 398 habitantes. Estende-se por uma área de 10,13 km², de densidade populacional de 39 hab/km². Confina com as seguintes comunas: Betschwanden, Linthal, Luchsingen, Muotathal (SZ), Rüti.
A língua oficial nesta comuna é o Alemão.